# Büdösszéki szejke
A büdösszéki szejke Kászonfeltíz északi határában, a településtől 4 km-re, a Fehér patak völgyében tört fel. 

## Leírás
A fehérkői borvíztelepen, a Szent István forrás szomszédságában tört fel a büdösszéki szejke, melynek kénes vizét gyógyfürdőzésre használták a régmúltban. Nagy kádakat töltöttek meg a szejke vizével, melybe forróra hevített köveket tettek. Ebben a langyos vizben vontatták fájó tagjaikat a különféle betegsében szenvedők. András Ignác Kászonszék népi gyógyászata c. könyvében így ír a forrásról: 
„Büdösszék-nyaka alatt volt egy szejke, hoztak belőle s abban vontatták a fájó lábakat”. 
A palackózóüzem megnyitása után a forrás vizét üvegek mosására használták. Az államosítás időszakában tönkrement borvíztelep két forrását az 1970-es évek végén a helyiek kitakarították és befödték. Napjainkban a büdösszéki szejke nem létezik, a fakitermelési munkálatok eltüntették a forrást.

## Gyógyhatása
A büdösszéki szejke vizét gyógyfürdőzésre használták, reumás és csonttuberkulózisos betegeket kezeltek vele. 

## Jellegzetessége
Kénhidrogénes forrás volt.